# 씨에스베어링
씨에스베어링(CS Bearing Co., Ltd.)는 대한민국의 풍력 부품 기업이다.
본사는 서울특별시 강남구 언주로에 위치해 있으며 대표이사는 김창헌이다.

경상남도 창원시에 R&D 센터가 위치해 있다.

## 상장
2019년 11월 21일에 주관사를 한국투자증권으로 공모가 8,400원에 코스닥 시장에 상장하였다.

## 같이 보기
- 씨에스윈드
- GE Vernova
- Siemens Gamesa
- VESTAS

## 참고 문헌
1. ↑  이베스트證 “씨에스베어링, 신규 고객사 매출 2024년부터 본격화”, 비즈조선, 2023.09.14
2. ↑  씨에스베어링, 김창헌 대표이사 체제로 변경
3. ↑  [거버넌스워치] CS윈드 김성권 2代 세습 속도 낸다…선두주자 장남 김창헌